# Steve Hromjak
Stephen Edward „Steve“ Hromjak (* 25. April 1930 in Cleveland) ist ein ehemaliger US-amerikanischer Radrennfahrer und nationaler Meister im Radsport.

## Sportliche Laufbahn
Hromjak war im Bahnradsport und im Straßenradsport aktiv. Er war Teilnehmer der Olympischen Sommerspiele 1952 in Helsinki. Er startete in der Mannschaftsverfolgung und im Sprint. Die US-amerikanische Mannschaft mit Steve Hromjak, James Lauf, Thomas Montemage und Donald Thomas Sheldon wurde auf dem 18. Rang klassiert. Im Sprint war er im Hoffnungslauf ausgeschieden.
Hromjak gewann 1952 die nationale Meisterschaft im Straßenrennen der Amateure. 1958 gewann er das Sechstagerennen von Cleveland mit John Tresidder und Eduard Van de Velde als Partner.